# 大当たり殺人事件
『大当たり殺人事件』(おおあたりさつじんじけん、原題: The Right Murder)は、アメリカの推理小説作家のクレイグ・ライスによって著された推理小説である。前編に『大はずれ殺人事件』がある。

## 登場人物
- ジェーク・ジャスタス - 元新聞記者。自称世界大二のプレス・エージェント。
- ヘレン・ジャスタス - ジェークの妻。金髪美人。
- ジョン・J・マローン - 刑事弁護士。ジェーク、ヘレンとは親友。
- モーナ・マクレーン - シカゴ社交界のナンバーワン。ジェークとナイトクラブの“カジノ”を賭ける。
- ダニエル・フォン・フラナガン - シカゴの殺人課の警部
- ロータス・アレン(ロータス・アンジェロ) - マクレーン家の泊り客。東部の美人。
- ロス・マクローリン - マクレーン家の泊り客。いつも酔いつぶれている。
- マイケル・ヴェニング - マクレーン家の泊り客。東洋から帰ってきた。
- エディサ・ヴェニング - マクレーン家の泊り客。マイケルの妻。
- ルエラ・ホワイト(ルー・ホワイト) - マクレーン家の泊り客。大女のエディサのお付き。
- ペンドリー・タイドウェル - マクレーン家の泊り客。写真狂の男。エディサの甥。
- ジェラルド・チューズディ - マクレーン家の泊り客。東洋から来た男。
- フランチェスカ・マクローリン - ロスの母親。モーナとは親友。首つり自殺をした。
- ジョー - バーの"天使のジョー"を経営している。
- クルチェッキー